# تبانت
تبانت هي قرية مغربية شمال المملكة. تنتمي تبانت لإقليم أزيلال الساحلي. تضم هذه القرية 13.012 نسمة (إحصاء 2004).

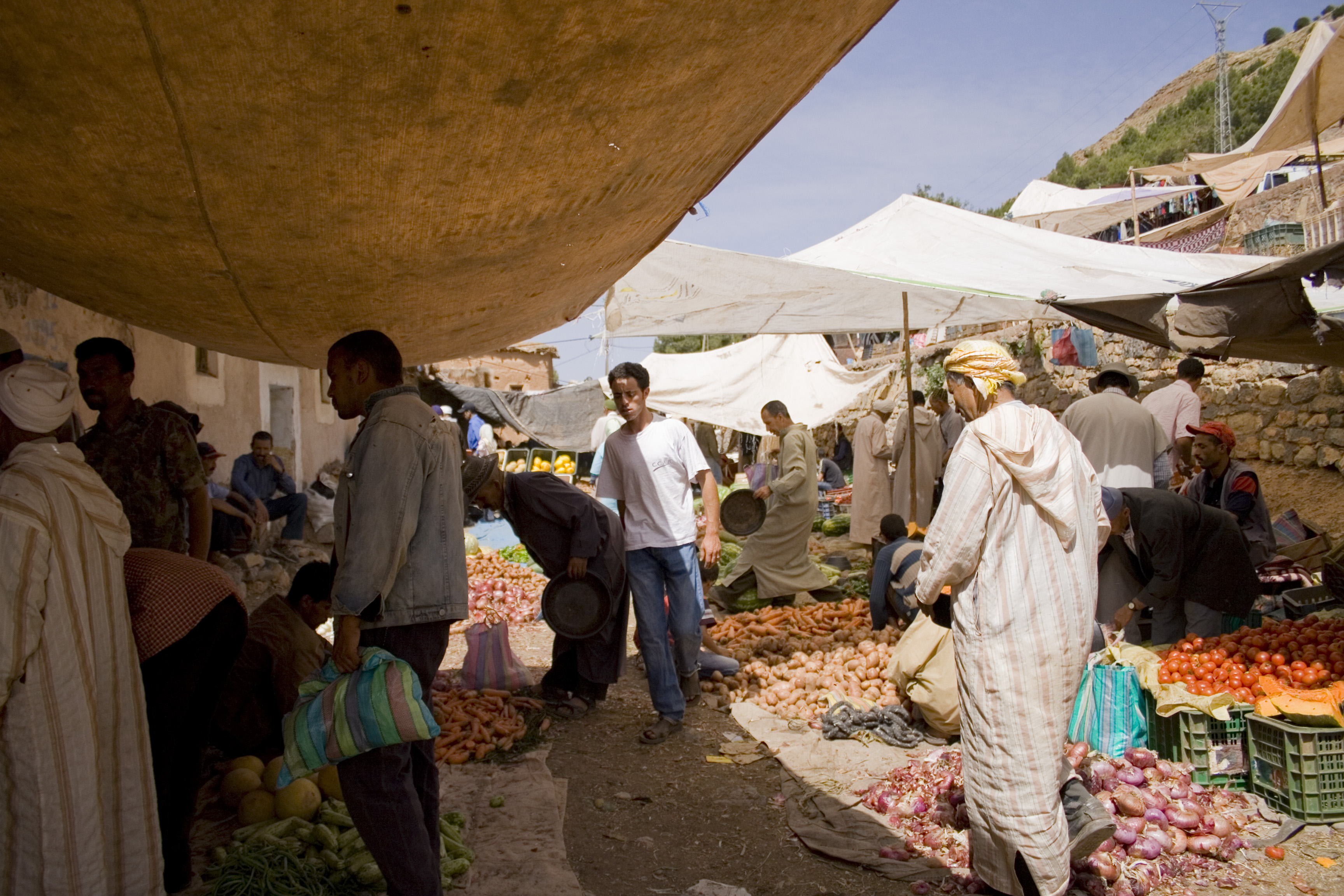